# Poliswijzer.nl
Poliswijzer.nl is een Nederlandse vergelijkingssite voor verzekeringen. Als zusterbedrijf van de websites Bellen.com, Gaslicht.com en Internetten.nl maakt het bedrijf onderdeel uit van de Bencom Group. Het hoofdkantoor is gevestigd in Groningen.

## Geschiedenis
Poliswijzer.nl is in 2014 opgericht door de internetondernemer Ben Woldring.  Het bedrijf is naar eigen zeggen opgestart met als doel de consument onafhankelijk en objectief te informeren over de diensten en tarieven van verzekeraars.

## Producten
Poliswijzer.nl vergelijkt autoverzekeringen, zorgverzekeringen, woonverzekeringen en reisverzekeringen. Het bedrijf vergelijkt de dekking, premie, mate van vrije zorgkeuze en klantbeoordelingen. Daarnaast is het mogelijk om de aanvullende dekkingen van verschillende verzekeraars te vergelijken. Poliswijzer.nl biedt haar diensten kosteloos aan bezoekers aan. Wanneer een bezoeker een verzekering via de website afsluit, ontvangt Bencom een eenmalige vergoeding van de verzekeraar. Ook wisselt het bedrijf (klanten)data uit met onder andere advertentieplatforms.
Het bedrijf zegt haar onafhankelijkheid te garanderen door in de vergelijking ook de producten van verzekeraars mee te nemen waarmee geen samenwerkingsovereenkomst is afgesloten.